# Phoebemima
Phoebemima – rodzaj chrząszczy z rodziny kózkowatych i z podrodziny zgrzypikowych. 

## Zasięg występowania
Przedstawiciele tego rodzaju występują w Ameryce Płd. od Ekwadoru i Gujany Francuskiej na płn. po Brazylię na płd..

## Systematyka
Do Phoebemima zaliczanych jest 7 gatunków:
- Phoebemima aequatoria
- Phoebemima albomaculata
- Phoebemima antiqua
- Phoebemima durantoni
- Phoebemima ensifera
- Phoebemima teteia
- Phoebemima theaphia